# Восприятие (эстетическое)
Эстетическое восприятие — элементарный процесс, протекающий в человеке (субъекте) или социуме, являющийся фундаментальным (связанный напрямую с фундаментальной способностью души), направленный на объект, имеющий для воспринимающего эстетическую ценность.
Эстетическое восприятие является основой и предпосылкой для эстетической оценки, которая по этой причине может быть только очным.

Эстетическое восприятие может происходить только в конкретных социально-культурных рамках. Восприятие уже в той или иной мере детерминировано окружающей общественной и культурно-исторической действительностью, а также индивидуальными вкусами и предпочтениями.

Предметом эстетического восприятия может выступать любой объект, будь то природного характера или общественного. Если следовать И. Канту, то подлинно эстетически воспринимать что-либо возможно только в случае отсутствия интереса (вожделения) к этому, поскольку только в последнем случае мы имеем дело с эстетическим чувством.

### Проблема эстетического восприятия в XX веке
Вопросом того, как происходит эстетическое восприятие по своему существу привлекало не только традиционных философов, но и (с 20 века) им стали интересоваться ряд психологов, последователи психологического и феноменологического направления эстетики.

Тогда впервые взгляд на сущность художественного произведения приобрел иной аспект, в котором главную роль играл воспринимающий (реципиент) то или иное произведение. Глубина и многозначность произведения зависит напрямую от субъекта, а именно от его акта восприятия.

### Фазы эстетического восприятия
1. Эстетическая установка. Эта фаза предваряет непосредственный контакт с эстетическим объектом. Она раскрывается в том, что субъект (человек) уже сам собрался куда-либо (открыть книгу, сходить в музей, посмотреть на выставку и т. д.) уже заранее предписывая этому особые эстетические качества (плохие или хорошие).
2. Первичная эмоция. Эта фаза во временном измерении может даже совпадать с первой, поскольку конкретного отношения (оценки) субъект пока ещё не имеет к объекту (это то, что называется «первый взгляд») и его та или иная реакция строиться на основании того опыта, который он имеет и с какими ожиданиями он пришёл, чтобы посмотреть на объект.

3. Центральная фаза. В этот момент происходит непосредственный контакт с объектом. Реципиент погружается в него и активно осваивает. В этот момент он может отрешиться от окружающего мира и почувствовать глубину произведения.

4. Чистая духовная фаза. Катарсис. Эта фаза, когда реципиент отходит от конкретной образности третьей фазы, и конкретных эмоциональных и психических переживаний, то есть от интенциональной конкретики и погружается в состояние чистого эстетического наслаждения, которое на манер Аристотеля следовало бы назвать «катарсисом».

Эстетическое восприятие может быть только целостным актом. Её можно назвать особой жизнью субъекта, которая проходит вне действительного пространства и времени.

Отсюда вытекает диалектичность понимания эстетического восприятия. С одной стороны оно привязано к конкретному и действительному объекту, с другой — оно происходит наиболее полно только в момент, когда субъект отходит от конкретных предметов и уходит в область чистого эстетического с помощью воображения, как бы продолжая конкретные объекты.